# Gosjön, Småland
Gosjön är en sjö i Eksjö kommun i Småland och ingår i Emåns huvudavrinningsområde. Sjöns area är 0,022 kvadratkilometer och den är belägen 194 meter över havet.